# Schoenicola
Schoenicola és un gènere d'ocells de la família dels locustèl·lids (Locustellidae).

## Taxonomia
Segons la Classificació del Congrés Ornitològic Internacional (versió 13.2, juliol 2023) aquest gènere conté dues espècies:
- Schoenicola platyurus - camperol cuaample.
- Schoenicola striatus - camperol estriat.

Altres obres com el Handook of the Birds of the World i la quarta versió de la BirdLife International Checklist of the birds of the world (Desembre 2019), també compten que el gènere Schoenicola conté 2 espècies, però considerant les següents divergències taxonòmiques:
- no hi compten el camperol estriat, car és considerat pel HBO com a únic membre del gènere monotípic Chaetornis: C. striata.
- hi afegeixen el camperol cua de ventall (Schoenicola brevirostris),considerat pel COI dins del gènere Catriscus: C. brevirostris.